# Osmo Vänskä

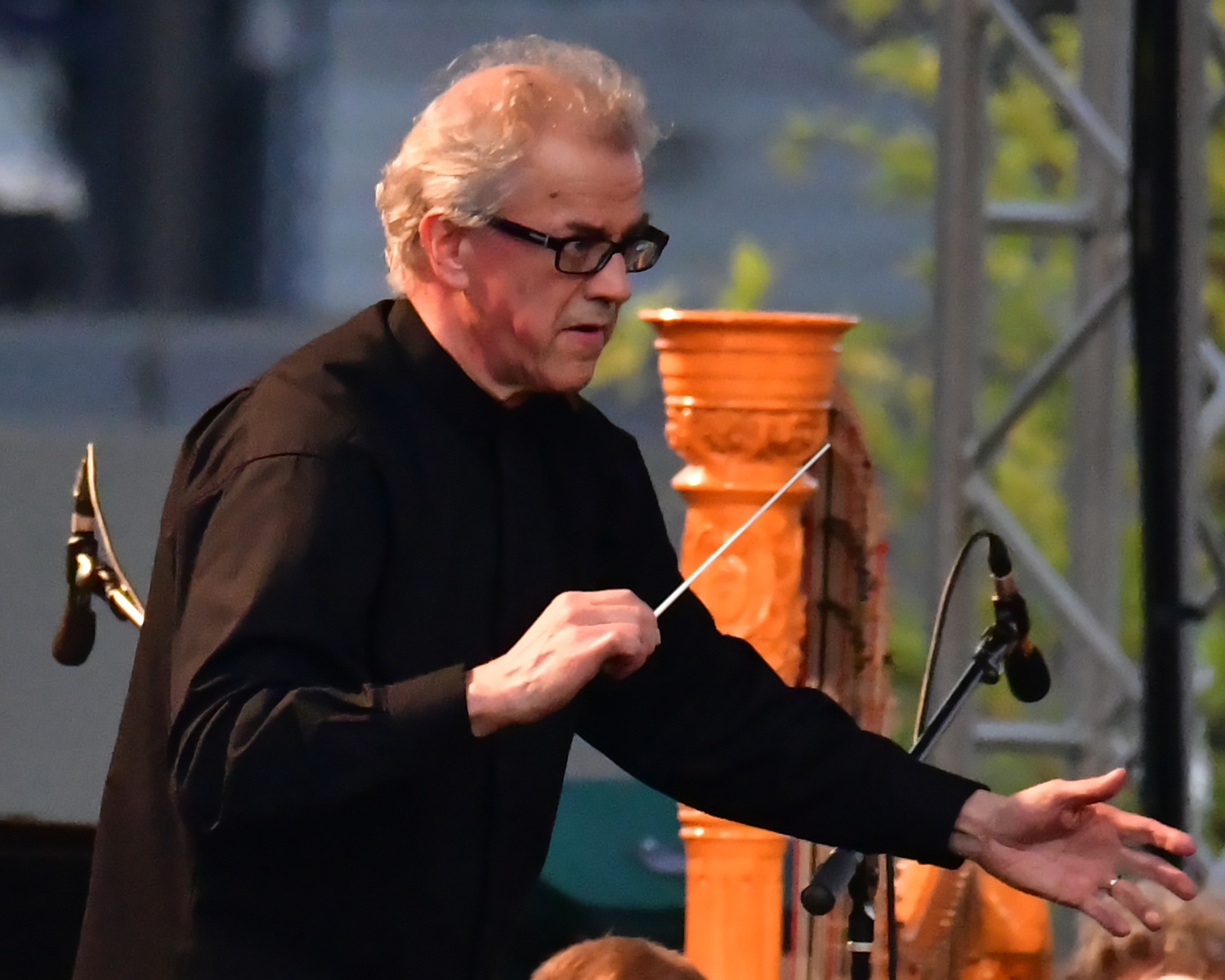
Osmo Vänskä dirigeert in Minnesota, 2017

Osmo Antero Vänskä (Sääminki bij Savonlinna, 28 februari 1953) is een Finse dirigent, klarinettist en componist.  

## Carrière
Vänskä begon zijn muziekcarrière in 1971 als klarinettist in het Turku Philharmonisch Orkest en was van 1977 tot 1982 soloklarinettist van het Filharmonisch Orkest van Helsinki. In die periode legde hij zich ook toe op orkestdirectie als leerling van Jorma Panula op de Sibeliusacademie in Helsinki, waar Esa-Pekka Salonen en Jukka-Pekka Saraste zijn jaargenoten waren. In 1982 won hij de wedstrijd voor jonge dirigenten in Besançon. 
In 1985 verbond hij zich aan het Symfonieorkest van Lahti. Van 1988 tot 2008 was hij daarvan de chef-dirigent en sindsdien is hij er eredirigent. De grote doorbraak kwam voor hem en het orkest door hun opnamen van de complete orkestmuziek (inclusief alternatieve versies) van Jean Sibelius voor het platenlabel BIS, waarmee zij internationaal succes oogstten. Andere opnamen voor dat label maakten Vänskä en het Lahti Symfonie Orkest van werken van onder meer Kalevi Aho, Einojuhani Rautavaara, Uuno Klami, Tauno Marttinen en Sofia Goebaidoelina.
Vänskä combineerde zijn verbintenis in Lahti met chef-dirigentschappen bij het IJslands Symfonieorkest in Reykjavik van 1993 tot 1996 en het BBC Scottish Symphony Orchestra in Glasgow van 1996 tot 2002. Met laatstgenoemd orkest registreerde hij de complete symfonieën van Carl Nielsen. In 2003 werd hij chef-dirigent van het Minnesota Orchestra in Minneapolis, waarmee hij de reeksen symfonieën van Beethoven en Mahler opnam. Zijn meermalen verlengde contract loopt door tot 2022. Daarnaast is hij in 2014 teruggekeerd bij het IJslands Symfonieorkest, nu als voornaamste gastdirigent, een benoeming die geldt tot 2020. Zijn 'bevordering' tot eredirigent volgde in 2017. 
Met een contract van 2020 tot 2024 is Vänskä chefdirigent van het Philharmonisch Orkest van Seoel in Zuid-Korea. 
Ook als componist is Vänskä actief. Zijn orkestwerk The Bridge ging in mei 2008 in Minneapolis in première.

## Onderscheidingen
Vänskä ontving mtv's cultuurprijs in 1991[5]. Op 1 november 1993 kende het stadsbestuur van Lahti hem de Lahti-medaille nummer 28 toe. In 2014 won Vänskä samen met het Minnesota Orchestra dat hij dirigeerde de Grammy Award voor Best Orchestral Performance of the Year voor de 1e en 4e symfonie van Sibelius.